# Santo Stefano Roero
Santo Stefano Roero (San Steo Roé in piemontese) è un comune italiano di 1 346 abitanti della provincia di Cuneo in Piemonte. Fa parte della delimitazione geografica del Roero.

## Storia
Dopo la prima metà del XII secolo Santo Stefano prende l'appellativo "de Astixio" e soltanto nel '400 diventa "Roero" come nel paese di fronte Monteu Roero al quale era unito da una dipendenza feudale.
Nel 1065 la Marchesa Adelaide di Susa che ne era la signora, ne dona parte a Guglielmo, vescovo d'Asti che lo affida inizialmente ai castellani e ne ebbero quindi la signoria feudale i conti Biandrate di Porcile.
Nel 1290, questi vengono sconfitti dal comune di Asti, ma nove anni dopo la signoria di Santo Stefano e della vicina Monteu vende ai Roero di Asti per 25.000 lire astesi, pari a 25000 fiorini (sebbene Guglielmo Ventura indichi erroneamente la vendita come effettuata per 48000 fiorini), ai quali rimane fino all'abolizione dei feudi.
Vi ebbero anche giurisdizione i Carroni di Cerrione, i Chiesa Rotario, i Gromis di Trana, i Rotario di Piea, i Rotario o Roero di Chivasso e i Roero di Castagnito.

### Simboli
Lo stemma e il gonfalone del comune di Santo Stefano Roero sono stati concessi con decreto del presidente della Repubblica n. 4015 dell'11 ottobre 1984.
La prima partizione riprende il blasone della famiglia Roero.
Il gonfalone è un drappo di azzurro.

## Monumenti e luoghi d'interesse

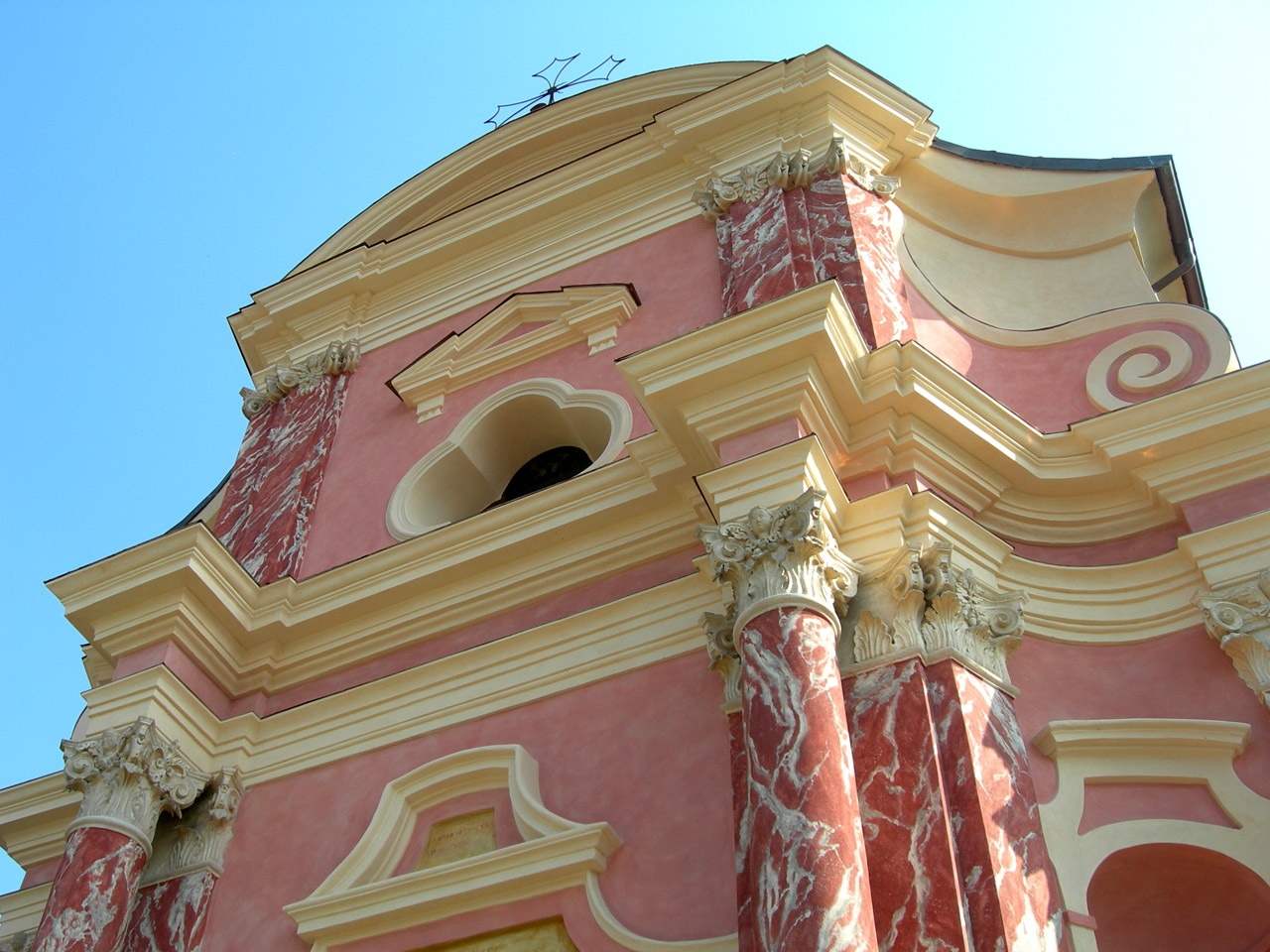
Facciata della chiesa di S. Bernardino

### Architetture religiose
- Chiesa di Santa Maria del Podio. La chiesa parrocchiale si trova in posizione dominante, con viale di accesso alberato e piazza ristrutturati. La chiesa fu ricostruita dal 1662 al 1667 e fu modificata per i danni subiti dal forte terremoto del 1887. All'interno si trova l'altare di S. Stefano, artisticamente intagliato.
- Chiesa di San Bernardino. Restaurata, si presenta in posizione elevata e panoramica nel borgo.

### Architetture militari
- Torre medievale. A Santo Stefano, c'era un'antica torre, eretta dai Biandrate nel 1217, quadrata ed alta 25 metri. Nel 1841 i proprietari (il conte Carlo Giuseppe Beraudo di Pralormo, i marchesi Felice Carron di San Tommaso, Annibale Faussone di Clavesana ed Edoardo Mussat St-Amour de Chanaz) donarono la torre all'amministrazione comunale, la quale voleva conservarla per quanto possibile, come testimonianza sull'antichità del paese. Nel 1988 la torre venne dimezzata poiché la rocca su cui si ergeva, con gli anni, si era talmente assottigliata da rendere la struttura pericolante. La notte fra il 27 e 28 dicembre 2002 a causa di uno smottamento, la torre franò completamente. Negli anni successivi si parlò di ricostruirla, ma a causa dell'elevato costo, il progetto non venne realizzato.

## Società

### Evoluzione demografica
Abitanti censiti

### Etnie e minoranze straniere
Secondo i dati Istat al 31 dicembre 2017, i cittadini stranieri residenti a Santo Stefano Roero sono 112, così suddivisi per nazionalità, elencando per le presenze più significative:
1. Romania, 85

## Cultura

### Eventi

#### Feste e sagre
- "Sagra del Roero d.o.c." - a metà giugno. È organizzata dalla Proloco, la quale prepara le cene all'aperto ed organizza spettacoli o concerti di band locali
- "Festa di Valle San Lorenzo" - si svolge in borgata San Lorenzo in concomitanza con la ricorrenza di San Lorenzo (10 agosto) e comprende un raduno di auto storiche e sportive, una dimostrazione non competitiva di auto da rally e prototipi, lo storico raduno di trattori d'epoca ed il teatro in lingua piemontese.

## Geografia antropica

### Borgate
Il comune è diviso in numerose frazioni:
- Balla Lora: dista 1,26 km dal comune e ha 33 ab. circa.
- Berteri: dista 7,09 km dal comune e ha 44 ab. circa.
- Bordoni: dista 4,46 km dal comune e ha 26 ab. circa.
- Brezzi: dista 1,18 km dal comune e ha 20 ab. circa.
- CàCarle: dista 2,02 km dal comune e ha 39 ab. circa.
- Caretta (o Carretta): dista 0,77 km dal comune e ha 17 ab. circa.
- Gorrini: dista 1,95 km dal comune e ha 41 ab. circa.
- Madonna Delle Grazie: dista 1,84 km dal comune e ha 64 ab. circa.
- Maioli: dista 2,47 km dal comune e ha 19 ab. circa.
- Moi: dista 1,72 km dal comune e ha 20 ab. circa.
- Monfriggio: dista 0,79 km dal comune e ha 33 ab. circa.
- Reina: dista 1,60 km dal comune e ha 34 ab. circa.
- San Grato dista 0,57 km dal comune e ha 29 ab.circa.
- San Lorenzo: dista 4,98 km dal comune e ha 148 ab. circa.
- SS. Trinità: dista 3,50 km dal comune e ha 50 ab. circa.
- Valdone: dista 1,44 km dal comune e ha 18 ab. circa.
- Valle Dei Lunghi: dista 2,27 km dal comune e ha 119 ab.circa.
- Valunga-Prazzo: dista 3,51 km dal comune e ha 71 ab. circa.
- Vareglio: dista 3,74 km dal comune e ha 29 ab. circa.
- Vigna: dista 1,37 km dal comune e ha 34 ab. circa.

## Economia

### Turismo
A Santo Stefano Roero parte il Sentiero del Gioco che fa parte dei molti sentieri dell'Ecomuseo delle Rocche del Roero.
Il sentiero è lungo 5,2 km e raggiunge il Santuario dei Piloni per poi tornare indietro passando per borgata Monfriggio.
Questo sentiero è per il 70% naturalistico e per il 30% asfaltato e per percorrerlo tutto ci si impiega circa 1h 40 min.

## Infrastrutture e trasporti
Santo Stefano Roero non è servita da nessun servizio di trasporto pubblico, poiché passa solamente la linea scolastica che porta gli studenti delle scuole superiori ad Alba.
Il pullman che fa questa linea, parte alle h 6,35 da Madonna delle Grazie e fa il giro di tutte le borgate, per poi ricominciare il giro alle h 14,15, quando riporta gli studenti a casa.
In questo comune, non essendoci le scuole medie, passano gli scuolabus per portare i ragazzini alle scuole medie della vicina Montà.

## Amministrazione
Di seguito è presentata una tabella relativa alle amministrazioni che si sono succedute in questo comune.
| Periodo        | Periodo        | Primo cittadino      | Partito                              | Carica  | Note  |
| -------------- | -------------- | -------------------- | ------------------------------------ | ------- | ----- |
| 17 giugno 1985 | 29 maggio 1990 | Andrea Marsero       | lista civica                         | Sindaco | [ 8 ] |
| 29 maggio 1990 | 24 aprile 1995 | Andrea Marsero       | lista civica                         | Sindaco | [ 8 ] |
| 24 aprile 1995 | 14 giugno 1999 | Giovanni Carlo Gallo | centro                               | Sindaco | [ 8 ] |
| 14 giugno 1999 | 14 giugno 2004 | Giovanni Carlo Gallo | centro                               | Sindaco | [ 8 ] |
| 14 giugno 2004 | 8 giugno 2009  | Renato Maiolo        | lista civica                         | Sindaco | [ 8 ] |
| 8 giugno 2009  | 26 maggio 2014 | Renato Maiolo        | lista civica                         | Sindaco | [ 8 ] |
| 26 maggio 2014 | 26 maggio 2019 | Renato Maiolo        | lista civica Uniti per Santo Stefano | Sindaco | [ 8 ] |
| 26 maggio 2019 | In Carica      | Giuseppe Costa       | lista civica Uniti per Santo Stefano | Sindaco |       |